# Андрусенко Денис Володимирович
Дени́с Володи́мирович Андрусенко (нар. 10 січня 1989, Київ — пом. 22 серпня 2022, Павлівка, Донецька обл.) — старший солдат підрозділу Збройних Сил України, учасник російсько-української війни, який загинув під час російського вторгнення в Україну.

## Життєпис
Випускник факультету фізичної культури, спорту і здоров'я Університету Григорія Сковороди в Переяславі.
Старший солдат, проходив військову службу за контрактом в Збройних Силах України (підрозділ — не уточнено).
За особисту мужність і високий професіоналізм, виявлені у захисті державного суверенітету та територіальної цілісності України, вірність військовій присязі був нагороджений орденом «За мужність» III ступеня (31.07.2015).
Загинув 22 серпня 2022 року в боях з російськими окупантами під час ворожого обстрілу в населеному пункті Павлівка, Волноваського району, Донецької області.

## Нагороди
- орден «За мужність» II ступеня (25.10.2022, посмертно) — за особисту мужність і самовіддані дії, виявлені у захисті державного суверенітету та територіальної цілісності України, вірність військовій присязі[3].
- орден «За мужність» III ступеня (31.07.2022) — за особисту мужність і високий професіоналізм, виявлені у захисті державного суверенітету та територіальної цілісності України, вірність військовій присязі[4].